# 패트릭 래버토
패트릭 래버토(영어: Patrick Labyorteaux, 1965년 7월 22일 ~ )는 미국의 배우이다.
로스앤젤레스에서 태어났다.

## 방송
- 고질라
- 재그
- 초원의 집

## 영화
- 넥스트 투모로우 (2011년)
- 인 마이 슬립 (2009년)
- 예스 맨 (2008년)
- 리뎁션 오브 더 고스트 (2002년)
- 고질라 - 애니메이션 시리즈 (1998년)
- 또다른 진실 (1995년)
- 스파이더맨 - TV 만화 시리즈 (1995년)
- 재그 (1995년)
- 라스트 리소트 (1994년)
- 닌자 키드 (1992년)
- 굴리스 3 (1991년)
- 스키 스쿨 (1991년)
- 헤더스 (1989년)
- 파라다이스 (1988년)
- 썸머 스쿨 (1987년)
- 위험한 컴퓨터 게임 (1986년)
- 사랑의 유람선 (1977년)
- 마미 (1974년)
- 초원의 집 - TV 시리즈 (1974년)